# Bithia proletaria
Bithia proletaria är en tvåvingeart som först beskrevs av Egger 1860.  Bithia proletaria ingår i släktet Bithia och familjen parasitflugor. Inga underarter finns listade i Catalogue of Life.